# 806 (číslo)
Osm set šest je přirozené číslo. Následuje po čísle osm set pět a předchází číslu osm set sedm. Římskými číslicemi se zapisuje DCCCVI a řeckými číslicemi ως.

## Matematika
806 je:
- Deficientní číslo
- Složené číslo
- Šťastné číslo

## Astronomie
- (806) Gyldénia je planetka hlavního pásu, kterou objevil v roce 1915 Max Wolf

## Roky
- 806
- 806 př. n. l.